# Ясуда Йосіхіро
Ясуда Йосіхіро (яп. 安田好弘; 1948) — відомий японський адвокат, в числі найстаріших і найшанованіших членів юридичної професії цієї країни. Відомий як активіст руху за скасування смертної кари та реформу судової системи.
Очолював групу адвокатів Сьоко Асахари, засновника Аум Сінрікьо. Не зміг взяти участь у судових слуханнях через арешт у 1998. Виправданий незадовго до закінчення процесу у справі Сьоко Асахари, в 2004. Єдиний приватний адвокат Сьоко Асахари, інші учасники команди були призначені судом. Арешт Ясуда отримав негативну оцінку Human Rights Watch і Amnesty International. Участь у захисті Асахари не продовжив, посилаючись на безглуздість своєї участі на заключному етапі.
В даний час проживає в Токіо, Японія.